# Aulacostroma nigrificans
Aulacostroma nigrificans är en svampart som beskrevs av Petr. 1954. Aulacostroma nigrificans ingår i släktet Aulacostroma och familjen Parmulariaceae.   Inga underarter finns listade i Catalogue of Life.